# Inoue Vaka
Inoue Vaka (井上和香; Hepburn: Waka Inoue; Tokió, 1980. május 13. –) japán idol, tarento és színésznő. A tokiói Meguróban született Aramura Naoko (新村直子; Hepburn: Naoko Aramura) néven. Édesanyja a volt színész, Szaga Kjoko.
Inoue saját bevallása szerint elsősorban a melleinek köszönheti a tarento iparban elért hírnevét, ugyan 2006-ban felhagyott a korábban legfőbb munkájának számító fehérneműs modellkedéstől, azonban naptárakhoz továbbra is pózolt hiányos öltözetben.
Japánban K–1 mérkőzések vendég bemondója, riportere volt, Fudzsivara Norikát váltotta.